# Sviluppo C-22
Il C-22 è un particolare sviluppo colore introdotto da Kodak negli anni cinquanta, divenuto oramai obsoleto e sostituito dal processo C-41 nel 1972 per il lancio del formato 110 e nel 1973 per tutti gli altri formati. 
Lo sviluppo della pellicola doveva essere effettuato a temperatura di circa 24 °C, rendendolo incompatibile con lo sviluppo C-41, che utilizza una temperatura di 38 °C. 
La pellicola più diffusa ad utilizzare questo processo fu la Kodacolor-X.